# Tetramorium jauresi
Tetramorium jauresi är en myrart som beskrevs av Auguste-Henri Forel 1914. Tetramorium jauresi ingår i släktet Tetramorium och familjen myror. Inga underarter finns listade i Catalogue of Life.